# Christophe Gbenye
Christophe Gbenye (ur. 1927, zm. 3 lutego 2015) – kongijski (zairski) polityk i urzędnik, działacz Kongijskiego Ruchu Narodowego (MNC), minister spraw wewnętrznych w 1960 i 1961–1962, od września do listopada 1964 prezydent powstańczego rządu Konga z siedzibą w Stanleyville, po której zakończeniu przebywał na emigracji w Ugandzie w latach 1965-1971, a następnie wycofał się z życia politycznego.